# Timothy Bateson
Timothy Bateson (* 3. April 1926 in London; † 16. September 2009) war ein englischer Schauspieler, der in nahezu 175 Film- und Fernsehrollen zu sehen war.
Bateson begann seine Filmkarriere als Lord Frederick Verisopht in der Verfilmung von Nicholas Nickleby durch die Ealing Studios 1947. Er stand in etlichen anderen britischen Erfolgsfilmen dieser Zeit auf der Besetzungsliste; so arbeitete er mit Roy Boulting, Pat Jackson – zu dessen „Stammbesetzung“ er gehörte – und Laurence Olivier.
Als die Rollen Ende der 1950er Jahre rarer wurden, verlegte er sich auf Filmkomödien wie Die Maus, die brüllte; als es auch hier immer weniger zu tun gab und er zum Stichwortgeber für James Robertson Justice und Leslie Phillips in deren Filmen wurde, entdeckte er die Hammer-Filme und kurze Zeit später das Fernsehen als Betätigungsfeld. Er spielte Rollen in nahezu allen Serien der 1960er Jahre; auch das darauf folgende Jahrzehnt war er vorwiegend auf dem Bildschirm, seltener auch auf der Leinwand zu sehen.
Bateson gehörte in den 1980er Jahren zur Besetzung der Serien Grange Hill und Don't wait up; 1991 bis 1993 war er Padre Benites in der in Spanien gedrehten Serie The new Zorro. Daneben arbeitete er auch als Synchronsprecher. Immer wieder trat er als Bühnenschauspieler in Erscheinung, so in der ersten britischen Inszenierung von Warten auf Godot, wofür er 1956 den Clarence Derwent Award erhielt. Weiterhin trat er in drei Folgen in einer Nebenrolle in der britischen Filmreihe Inspector Barnaby auf.

## Filmografie (Auswahl)
- 1947: Nicholas Nickleby
- 1959: Die Maus, die brüllte (The Mouse That Roared)
- 1961: Leiche auf Urlaub (What a Carve Up!)
- 1964: Der Satan mit den langen Wimpern (Nightmare)
- 1966: Letzte Grüße von Onkel Joe (The Wrong Box)
- 1967: Der Mann mit dem Koffer (Man in a Suitcase) (Fernsehserie, 1 Folge)
- 1968: Die Giftspritze (The Anniversary)
- 1984: Charles Dickens’ Weihnachtsgeschichte (A Christmas carol)
- 1995: Die Bibel – Josef (Joseph)
- 1998: Les Misérables
- 1998: Inspector Barnaby (Midsomer Murders) Fernsehserie, Staffel 1, Folge 2: Blutige Anfänger (Written In Blood)
- 1999: Inspector Barnaby (Midsomer Murders) Fernsehserie, Staffel 2, Folge 1: Der Schatten des Todes (Death’s Shadow)
- 2001: Relic Hunter – Die Schatzjägerin (Relic Hunter, Fernsehserie, 1 Folge)
- 2005: Inspector Barnaby (Midsomer Murders) Fernsehserie, Staffel 8, Folge 4: Die Blumen des Bösen (Orchis Fatalis)
- 2007: Harry Potter und der Orden des Phönix (Harry Potter and the Order of the Phoenix)